# Guignol's Band
 (juillet 2019).
Si vous disposez d'ouvrages ou d'articles de référence ou si vous connaissez des sites web de qualité traitant du thème abordé ici, merci de compléter l'article en donnant les références utiles à sa vérifiabilité et en les liant à la section « Notes et références ».
Guignol's Band est un roman de Louis-Ferdinand Céline publié aux éditions Denoël en 1944. Céline y renoue avec l'écriture romanesque qui a fait son succès pour Voyage au bout de la nuit, après une période de polémique liée à l'édition de ses pamphlets. Guignol's Band sera suivi d'un deuxième volume édité à titre posthume en 1964, Le Pont de Londres, aussi intitulé Guignol's Band II selon la version du manuscrit.

## Résumé
Guignol's Band décrit les pérégrinations à Londres en 1915-1916 du narrateur Ferdinand, démobilisé à la suite d'une blessure au bras dans la première année de la Première Guerre mondiale. Le héros plonge dans le milieu de la prostitution et des petits trafics parmi les expatriés français. Le roman consiste en une succession ininterrompue de péripéties. À la fois écrit sur un ton comique, poétique et fantastique, il constitue une sorte de tableau impressionniste du Londres de cette époque, en particulier de ses bas-fonds. S'y rencontrent différentes sortes de personnages hauts en couleur, plus ou moins marginaux.

## Analyse
La violence y est omniprésente, mais ici rien à voir avec celle exprimée par l'auteur dans le Voyage au bout de la nuit ou dans ses pamphlets.[réf. nécessaire]. Au contraire c'est une violence stylisée, formelle, essentiellement sous forme de bagarres, d'invectives entre les protagonistes, décrites le plus souvent sur le ton de l'humour et de la légèreté.
Guignol's Band est un peu à part dans l'œuvre de Céline. C'est le seul véritable roman qu'il ait publié, bien qu'il se soit inspiré de sa propre expérience à Londres. Écrit et publié pendant la guerre, sous l'Occupation, et venant après le sombre Voyage au bout de la nuit, le grinçant Mort à crédit, et les pamphlets outranciers et antisémites, il forme une sorte de parenthèse, étrangement douce et nostalgique.[non neutre]
C'est aussi un livre-charnière sur le plan du style de l'écrivain avec les prémices de ce qui apparaîtra par la suite, d'abord dans Féerie pour une autre fois, puis de manière plus évidente encore dans la « Trilogie allemande » : phrases déstructurées, néologismes, coqs-à-l'âne, ponctuation très personnelle, avec la volonté de retranscrire la spontanéité et l'immédiateté du langage parlé.[réf. nécessaire]
Le livre se démarque également des deux romans précédents de Céline par son introduction, qu'on peut voir comme une défense du style propre à l'auteur. Celui-ci apostrophe directement le lecteur en ces termes : « Lecteurs amis, moins amis, ennemis, Critiques ! me voilà encore des histoires avec ce Guignol's livre I ! Ne me jugez point de sitôt ! Attendez un peu la suite ! le livre II ! le livre III ! tout s'éclaire ! se développe, s'arrange ! Il vous manque tel quel les 3/4 ! »[réf. nécessaire]

## Éditions
- Guignol's Band, éditions de la Toison d'or, 1944
- Guignol's Band, éditions Denoël, 1944
- Guignol's Band I et II, Bibliothèque de la Pléiade, 1988  (ISBN 2-07-011155-5).
- Guignol's Band I et II, collection « Folio », éditions Gallimard, 1989  (ISBN 207038148X).